# Municipio de Hamilton (condado de Clare)
El municipio de Hamilton (en inglés: Hamilton Township) es un municipio ubicado en el condado de Clare en el estado estadounidense de Míchigan. En el año 2010 tenía una población de 1829 habitantes y una densidad poblacional de 19,42 personas por km².

## Geografía
El municipio de Hamilton se encuentra ubicado en las coordenadas 44°2′15″N 84°41′19″O / 44.03750, -84.68861. Según la Oficina del Censo de los Estados Unidos, el municipio tiene una superficie total de 94.17 km², de la cual 92,9 km² corresponden a tierra firme y (1,35 %) 1,27 km² es agua.

## Demografía
Según el censo de 2010, había 1829 personas residiendo en el municipio de Hamilton. La densidad de población era de 19,42 hab./km². De los 1829 habitantes, el municipio de Hamilton estaba compuesto por el 97,48 % blancos, el 0,33 % eran afroamericanos, el 0,66 % eran amerindios, el 0,05 % eran asiáticos, el 0,38 % eran de otras razas y el 1,09 % eran de una mezcla de razas. Del total de la población el 1,86 % eran hispanos o latinos de cualquier raza.